# Liste des compositions de Pierre Boulez

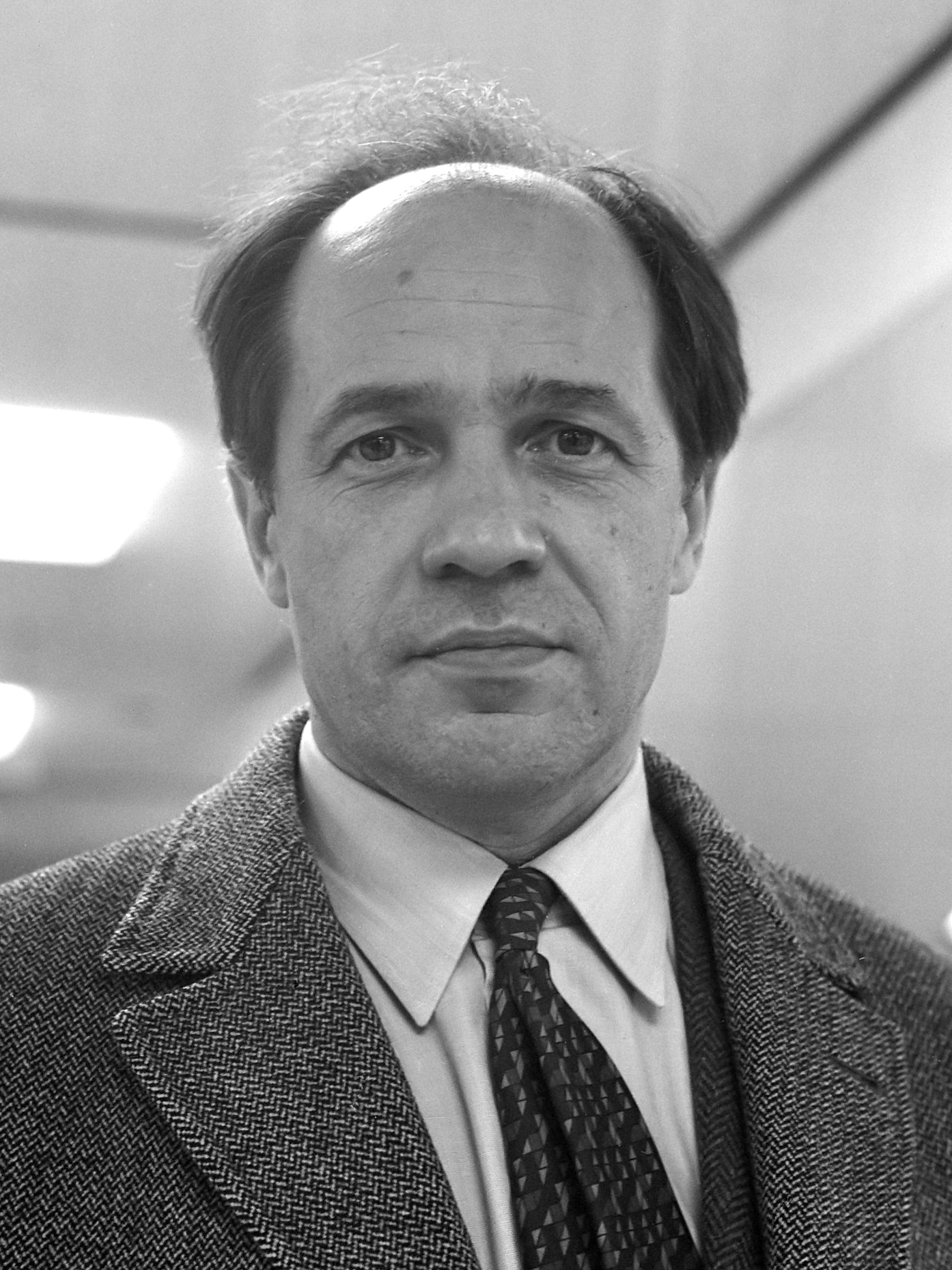
Pierre Boulez en février 1968.

Voici la liste des compositions de Pierre Boulez. 

## Liste par catégorie

### Piano
- Douze notations pour piano (1945)
- Première Sonates pour piano (1946)
- Deuxième Sonate pour piano (1947-1950)
- Structures - Premier Livre pour deux pianos (1951–52)
- Troisième Sonate pour piano (1955-57 ; 1958-63)
- Structures - Deuxième Livre pour deux pianos (1956 ; 1961)
- Fragment d’une ébauche pour piano (1987)
- Incises pour piano (1994)
- Une page d’éphéméride pour piano (2005)

### Musique de chambre
- Sonatine pour flûte et piano (1946)
- Livre pour quatuor pour quatuor à cordes (1948-49)

- Le Marteau sans maître pour voix d'alto et six instruments (1952–55)
- Domaines pour clarinette seule (1967-1968)
- Dialogue de l'ombre double, pour clarinette et dispositif électroacoustique (1982-1985)
- Initiale pour sept cuivres (1987)
- Anthèmes 1 pour violon seul (1991)
- Anthèmes 2 pour violon et électronique-live (1997)

### Musique vocale
- Le visage nuptial pour soprano solo, alto solo, chœur de femmes et orchestre (1946)
- Le soleil des eaux pour soprano, chœur mixte et orchestre (1948)
- Le Marteau sans maître pour voix d'alto et six instruments (1952–55)
- L'Orestie, musique de scène pour voix et ensemble instrumental (1955)
- Deux Improvisations sur Mallarmé pour soprano et ensemble instrumental (1957) ; remanié et intégré dans Pli selon pli
- Pli selon pli pour soprano et orchestre (1961-1962)
- cummings ist der dichter pour seize voix solistes ou chœur mixte et orchestre (1969-70)
- Ainsi parla Zarathoustra, musique de scène pour voix et ensemble (1974)

### Musique instrumentale d'ensemble
- Doubles pour orchestre (1957–58) ; révisé en 1962-1964 sous le titre Figures-doubles-prismes
- Figures-doubles-prismes pour orchestre (1962-1964)
- Éclat pour quinze instruments (1964-65)
- Éclat/multiples (1966-1970) ; Éclat suivi par une longue pièce pour un grand ensemble
- Improvisé—pour le Dr. K pour piano, flûte, clarinette, violon et violoncelle (1969)
- Rituel in memoriam Bruno Maderna, pour orchestre en huit groupes (1972-1975)
- Notations I-IV pour orchestre (1977-1980)
- Dérive 1 pour six instruments (1984)
- Livre pour cordes (1984) ; transcription pour orchestre à cordes de deux mouvements du Livre pour quatuor
- Maurice Ravel : frontispice, pour ensemble (1987 ; adapté pour grand orchestre en 2007) ; arrangement pour ensemble de Frontispice de Maurice Ravel
- Dérive 2 pour onze instruments (1988)
- Fanfare pour le 80e anniversaire de Georg Solti, pour cuivres et percussion (1992) ; réélaboration d'Initiale pour sept cuivres
- Sur incises pour trois pianos, trois harpes et trois percussions-claviers (1996–98)
- Notations VII pour orchestre (1997-98)

### Musique concertante
- Domaines pour clarinette et six groupes instrumentaux (1967-68)
- Messagesquisse pour violoncelle solo et six violoncelles (1976)
- Répons pour six solistes, dispositif électroacoustique et ensemble (1980)
- Mémoriale (...explosante-fixe... Originel) pour flûte solo et huit instruments (1985) ; arrangement de la section centrale de ...explosante-fixe...
- …explosante-fixe… pour flûte MIDI solo, deux flûtes « fantômes », orchestre de chambre et électronique (1991–93)

### Musique électronique
- Deux études de musique concrète pour bande magnétique (1951–52)
- Symphonie mécanique pour bande magnétique (1955) ; musique concrète pour un film de Jean Mitry
- Le crépuscule de Yang Koueï-Fei, musique concrète pour la pièce radiophonique de Louise Fauré (1957)

### Partitions inédites, retirées du catalogue ou perdues
- Psalmodie pour piano (1943) ; aussi appelé Psalmodie « 0 » ; inédit
- Nocturne pour piano (vers 1945) ; inédit
- Thème et variations pour la main gauche pour piano (1945) ; retiré du catalogue
- Prélude, toccata et scherzo pour piano (vers 1945) ; inédit
- Trois psalmodies pour piano (1945); retiré du catalogue
- Quatuor pour quatre Ondes Martenot (1945–46); retiré du catalogue
- Symphonie concertante pour piano et orchestre (1947); perdu
- Sonate pour deux pianos (1948); révision du Quatuor pour Ondes Martenot ; retiré du catalogue
- Polyphonie X pour dix-huit instruments (1951); retiré du catalogue
- Oubli signal lapidé pour 12 voix solos (1952); retiré du catalogue
- Strophes pour flûte (1957) ; inachevé et inédit
- Poésie pour pouvoir pour bande et trois orchestres (1958); retiré du catalogue
- Marges pour ensemble de percussion (1962 -1964) ; projet de pièce pour les Percussions de Strasbourg n'ayant pas dépassé le stade de l'ébauche

## Liste chronologique
- Psalmodie pour piano (1943) ; aussi appelé Psalmodie « 0 » ; inédit
- Nocturne pour piano (vers 1945) ; inédit
- Thème et variations pour la main gauche pour piano (1945) ; retiré du catalogue
- Douze notations pour piano (1945) ; étendu et retravaillé pour orchestre (1978–)
- Prélude, toccata et scherzo pour piano (vers 1945) ; inédit
- Trois psalmodies pour piano (1945) ; retiré du catalogue
- Quatuor pour quatre Ondes Martenot (1945–46) ; retiré du catalogue
- Première Sonates pour piano (1946 ; révisé en 1947 et 1949)
- Sonatine pour flûte et piano (1946 ; révisé en 1949)
- Le visage nuptial pour soprano solo, alto solo, chœur de femmes et orchestre (1946; révisé en 1948-1953, puis en 1985-1989)
- Symphonie concertante pour piano et orchestre (1947) ; perdu
- Deuxième Sonate pour piano (1947-1950)
- Sonate pour deux pianos (1948) ; révision du Quatuor pour Ondes Martenot ; retiré du catalogue
- Livre pour quatuor pour quatuor à cordes (1948, révisé en 1954-1961, puis remanié ponctuellement en en 2000, 2008 et 2012) ; inachevé, manque le quatrième mouvement, complété en 2017 par Jean-Louis Leleu et Philippe Manoury
- Le soleil des eaux pour soprano, chœur mixte et orchestre (1948 ; remanié en 1958 et 1964-1965, puis révisé à nouveau en 1984)
- Polyphonie X pour dix-huit instruments (1951) ; retiré du catalogue
- Deux études de musique concrète pour bande magnétique (1951–52)
- Structures - Premier Livre pour deux pianos (1951–52 ; révisé en 1953)
- Oubli signal lapidé pour 12 voix solos (1952) ; retiré du catalogue
- Le Marteau sans maître pour voix d'alto et six instruments (1952–55 ; révisé en 1957)
- Symphonie mécanique pour bande magnétique (1955) ; musique concrète pour un film de Jean Mitry
- L'Orestie, musique de scène pour voix et ensemble instrumental (1955)
- Troisième Sonate pour piano (1955-1957 ; 1958-1963) ; inachevé, deux formants complétés sur les cinq prévus initialement
- Structures - Deuxième Livre pour deux pianos (1956 ; 1961)
- Strophes pour flûte (1957) ; inachevé et inédit
- Le crépuscule de Yang Koueï-Fei, musique concrète pour la pièce radiophonique de Louise Fauré (1957)
- Deux Improvisations sur Mallarmé pour soprano et ensemble instrumental (1957) ; remanié et intégré dans Pli selon pli (1961-1962)
- Doubles pour orchestre (1957–58) ; révisé en 1962-1964 sous le titre Figures-doubles-prismes
- Poésie pour pouvoir pour bande magnétique et trois orchestres (1958) ; retiré du catalogue
- Pli selon pli pour soprano et orchestre (1961-1962 ; révisé en 1982-1983 et 1989)
- Figures-doubles-prismes pour orchestre (1962-1964 ; révisé en 1965-1968 puis en 1988) ; révision de Doubles pour orchestre (1957–58)
- Marges pour ensemble de percussion (1962 -1964) ; projet de pièce pour les Percussions de Strasbourg n'ayant pas dépassé le stade de l'ébauche
- Éclat pour quinze instruments (1964-65)
- Éclat/multiples (1966-1970) ; Éclat suivi par une longue pièce pour un grand ensemble ; non terminé, seuls deux mouvements sur cinq« cahiers » prévus sont achevés
- Domaines pour clarinette seule (1967-1968)
- Domaines pour clarinette et six groupes instrumentaux (1967-1968, révisé en 1969)
- Improvisé—pour le Dr. K pour piano, flûte, clarinette, violon et violoncelle (1969 ; révisé en 2005) ; composé pour le 80ème anniversaire du fondateur d'Universal Edition, Alfred A. Kalmus
- cummings ist der dichter pour seize voix solistes ou chœur mixte et orchestre (1969-70 ; révisé en 1986)
- Rituel in memoriam Bruno Maderna, pour orchestre en huit groupes (1972-1975 ; révisé en 1976 et en 1987)
- Ainsi parla Zarathoustra, musique de scène pour voix et ensemble (1974)
- Messagesquisse pour violoncelle solo et six violoncelles (1976)
- Notations I-IV pour orchestre (1977-1980 ; révisé en 1984 et 1987) ; début d'un projet inachevé d'arrangement pour grand orchestre des Douze notations pour piano
- Répons pour deux pianos, harpe, vibraphone, xylophone, cymbalum, dispositif électroacoustique et ensemble (1980; révisé et étendu en 1982 et 1984 ; révisions ultérieures en 1998 et 1999, puis 2003)
- Dialogue de l'ombre double, pour clarinette et dispositif électroacoustique (1982-1985)
- Dérive 1 pour six instruments (1984 ; révisé en 1986)
- Livre pour cordes (1984 ; révisé en 1988-1989 et en 2011-2012) ; transcription pour orchestre à cordes de deux mouvements du Livre pour quatuor

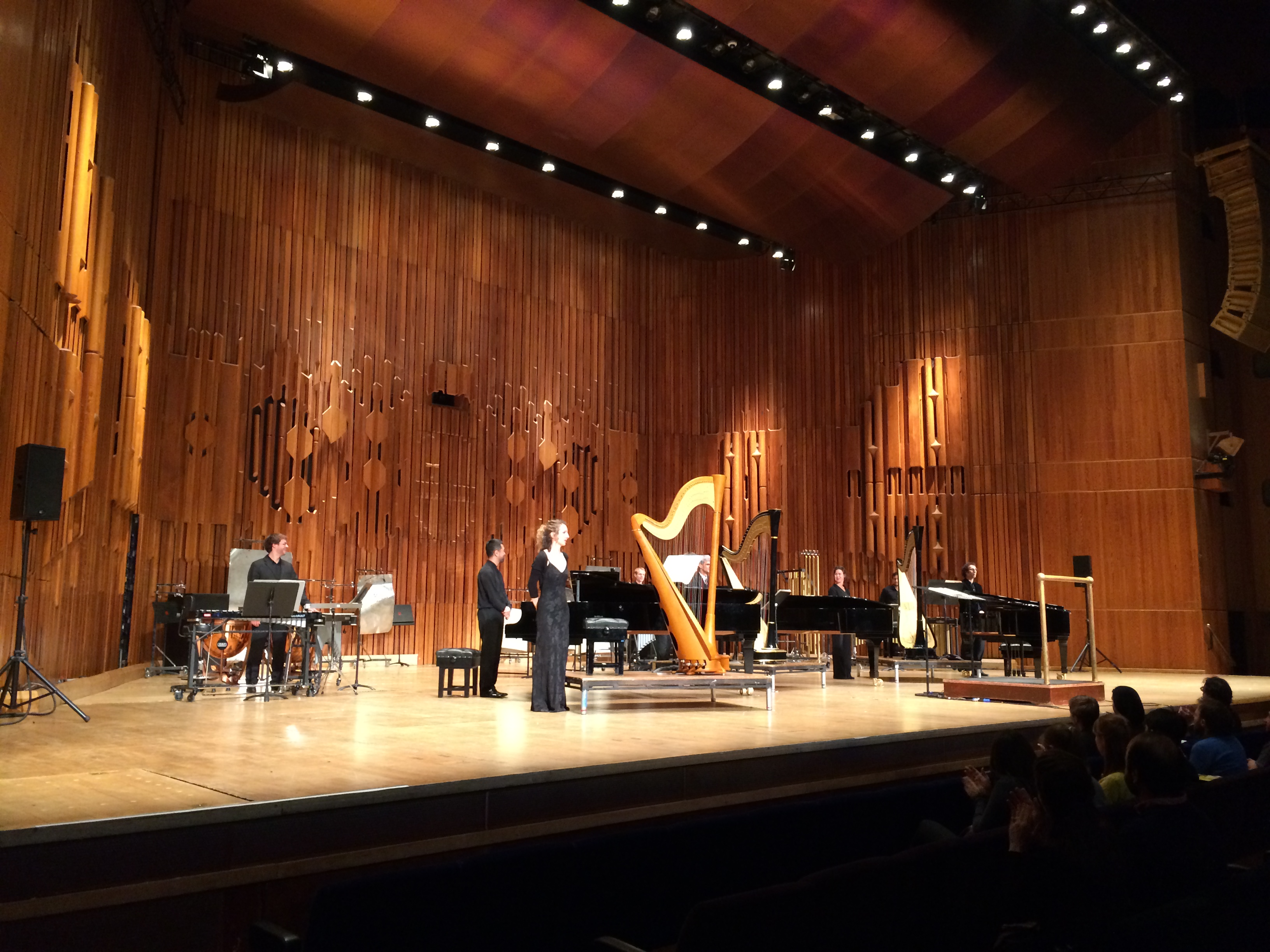
L'Ensemble InterContemporain après un concert de Sur incises au Barbican Centre à Londres en 2015.

- Mémoriale (...explosante-fixe... Originel) pour flûte solo et huit instruments (1985 ; révisé en 1993) ; arrangement de la section centrale de ...explosante-fixe...
- Initiale pour sept cuivres (1987 ; révisé en 2010)
- Maurice Ravel : frontispice, pour ensemble (1987 ; adapté pour grand orchestre en 2007) ; arrangement pour ensemble de Frontispice de Maurice Ravel
- Fragment d’une ébauche pour piano (1987)
- Dérive 2 pour onze instruments (1988 ; révisé en 2002 puis étendu et complété en 2006)
- Anthèmes 1 pour violon seul (1991 ; révisé en 1992 puis en 1994)
- …explosante-fixe… pour flûte MIDI solo, deux flûtes « fantômes », orchestre de chambre et électronique (1991–93) ; trois de neuf mouvements prévus
- Fanfare pour le 80e anniversaire de Georg Solti, pour cuivres et percussion (1992)
- Incises pour piano (1994 ; révisée et étendue en 2001)
- Sur incises pour trois pianos, trois harpes et trois percussions-claviers (1996–98)
- Anthèmes 2 pour violon et électronique-live (1997)
- Notations VII pour orchestre (1997-98 ; révisé en 2004)
- Une page d’éphéméride pour piano (2005)